# إيفان بوبوف (دراج)
إيفان بوبوف هو دراج بلغاري، ولد في 23 مارس 1951 في Gorna Malina ‏ في بلغاريا، وتوفي في 2014.

## وصلات خارجية
- إيفان بوبوف على موقع أرشيف الدراجات (الإنجليزية)
- إيفان بوبوف على موقع إحصائيات الدراجات الإحترافية (الإنجليزية)
- إيفان بوبوف على موقع أوليمبيديا (الإنجليزية)